# 陈晓云烈士墓
陈晓云烈士墓位于中国浙江省宁波市海曙区鄞江镇沿山村边家自然村西面，民国墓葬，墓坐西南朝东北，墓室呈圆形，底部由石块砌成，上部由水泥浇筑而成。墓碑分上下两部分，2010年9月公布为鄞州区文物保护单位，2018年12月28日因行政区划调整公布为海曙区文物保护单位。